# Sveriges Villaägareförbund
Sveriges Villaägareförbund bildade tillsammans med Stockholms småhusägares centralorganisation (SSC) och Malmöhus egnahemsföreningars centralorganisation (MECO) Villaägarnas Riksförbund genom en fusion 1991.